# Castlevania II: Belmont's Revenge
 (novembre 2024).
Si vous disposez d'ouvrages ou d'articles de référence ou si vous connaissez des sites web de qualité traitant du thème abordé ici, merci de compléter l'article en donnant les références utiles à sa vérifiabilité et en les liant à la section « Notes et références ».
Castlevania II: Belmont's Revenge est un jeu vidéo d'action et de plates-formes sorti en 1991 sur Game Boy. Le jeu a été développé, puis édité par Konami.

## Synopsis
L'histoire se situe 15 ans après Castlevania: The Adventure. Dracula a finalement survécu à l'insu de Christopher Belmont, mais au prix de son énergie vitale qu'il mettra longtemps à retrouver.
Soleiyu Belmont, le fils de Christopher Belmont, doit être adoubé en tant que prochain chasseur de vampires. Mais Dracula l'enlève avant que la cérémonie n'ait pu avoir lieu : il a l'intention d'utiliser les pouvoirs mystiques de la famille Belmont pour se réincarner définitivement. Quatre mystérieux châteaux apparaissent alors et Christopher part enquêter dans chacun d'entre eux, espérant y retrouver son fils. Mais il n'y trouve que des démons, tous à la solde d'un gardien qui, une fois vaincu, voit son esprit fuir le château.
Une fois le dernier château détruit, la terre se met à trembler et le château de Dracula réapparait. C'est là où Christopher retrouve Soleiyu, sous la coupe de Dracula et engageant le combat contre son père. Mais celui-ci parvient à le libérer de l'influence du vampire, lui révélant ensuite les véritables intentions de Dracula : sa possession n'était qu'un moyen de ralentir Christopher, Dracula en ayant profité pour se réincarner en utilisant l'esprit des quatre gardiens vaincus auparavant.
Christopher retrouve finalement Dracula, pleinement ressuscité et prêt à combattre. Mais Christopher le vainc à nouveau et, avec son fils, assiste à l'effondrement du château.

## Déroulement du jeu
Le joueur a donc le choix entre 4 châteaux à explorer dans l'ordre qu'il voudra.
Le Château-plante est gardé par deux statues jumelles, Kummulo et Nimbler.
Le Château- Rocher est gardé par le Monstre de fer, entité en armure qui devient très rapide une fois qu'elle retire sa protection.
Le Château-Cristal est gardé par Ombre Mortelle, un sorcier qui attaque en invoquant la foudre
Le Château-nuage est gardé par Momie diabolique, monstre bicéphale qui attaque verticalement.
Une fois les 4 premiers châteaux explorés et leur boss vaincus, apparaît le château de Dracula, qui se compose de deux niveaux à la difficulté conséquente. La première partie du château du comte est gardée par un immense dragon zombie qui tente de coincer Christopher contre ses anneaux, et la seconde est gardée par Soleiyu Belmont lui-même, possédé par l'esprit maléfique de Dracula.

## Commercialisation
Le jeu est inclus dans la compilation Castlevania Anniversary Collection sorti en 2019 sur Windows, Nintendo Switch, PlayStation 4 et Xbox One.